# Mikael Örn
Mikael Gustaf Örn (ur. 29 listopada 1961 w Göteborgu) – szwedzki pływak, uczestnik Letnich Igrzysk Olimpijskich 1984.
Na igrzyskach w Los Angeles w 1984 roku wraz z Perem Johanssonem, Bengtem Baronem i Thomasem Lejdströmem zdobył brązowy medal w sztafecie 4 × 100 metrów stylem dowolnym, przegrywając tylko z Amerykanami oraz Australijczykami. 